# بوكوفسكايا
بوكوفسكايا (بالروسية: Боковская) هي مدينة في مقاطعة روستوف أوبلاست في روسيا. يبلغ عدد سكانها حوالي 4882 نسمة.